# Ubi Petrus ibi Ecclesia

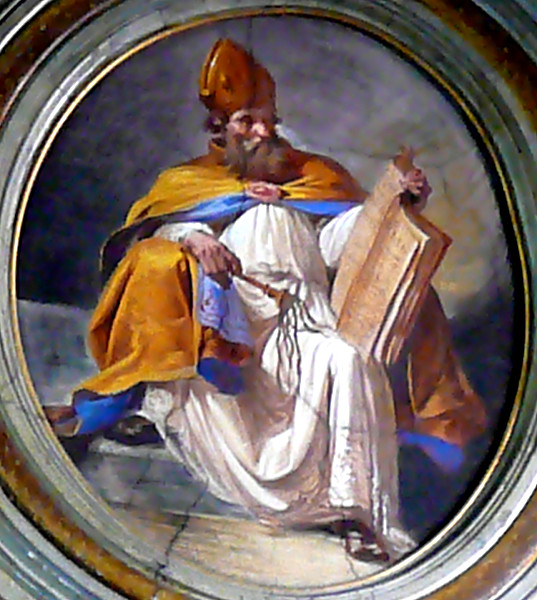
Sant'Ambrogio

Ubi Petrus, ibi Ecclesia è un sentenza latina del vescovo Sant'Ambrogio, traducibile in italiano come "dove c'è Pietro, là c'è la Chiesa". 
Attraverso questa frase Ambrogio afferma che l'unica vera Chiesa sussiste ove sussista il primato di Pietro, cioè riconosce il vescovo di Roma come unico capo assoluto della Chiesa.
La frase in latino continua con ubi Ecclesia, ibi nulla mors sed vita aeterna, cioè "dove c'è la Chiesa, lì non c'è la morte ma la vita eterna".